# Watlington (Oxfordshire)
Watlington is een civil parish in het bestuurlijke gebied South Oxfordshire, in het Engelse graafschap Oxfordshire met 2727 inwoners.

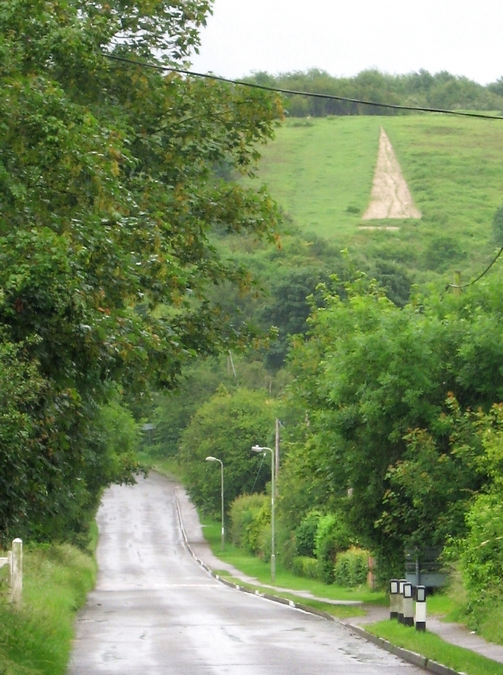
Watlington